# Pionierskaja (przystanek kolejowy w obwodzie moskiewskim)
Pionierskaja (ros. Пионерская) – przystanek kolejowy w miejscowości Dubki, w rejonie odincowskim, w obwodzie moskiewskim, w Rosji. Położony jest na linii Moskwa – Mińsk – Brześć.